# A Nation Once Again
"A Nation Once Again" es una canción, escrita alrededor de 1840 por Thomas Osborne Davis (1814-1845). Davis fue el fundador de un movimiento irlandés cuyo objetivo final era la independencia de Irlanda. 
Esta canción es el primer ejemplo del género de música rebelde irlandesa. La canción narra el sueño de una Irlanda libre, como el título sugiere, el sueño de una tierra libre. La letra exhorta, aunque con menos intensidad que otras canciones rebeldes, a los irlandeses a levantarse y luchar por su tierra.
Ha sido cantada por muchos cantantes y grupos irlandeses, como por ejemplo John McCormack, The Clancy Brothers, The Dubliners, también por Wolfe Tones en 1972, Poxy Boggards, The Irish Tenors (John McDermott, Ronan Tynan, Anthony Kearns) y Sean Conway.
En 2002, "A Nation Once Again" fue votada como la canción más popular según el servicio de votación de oyentes de la BBC venciendo a otros exitazos como Vande Mataran o Dil Dil Pakistan.